# Fed Cup 2018
Fed Cup 2018, oficiálně se jménem sponzora Fed Cup by BNP Paribas 2018, představoval 56. ročník ženské tenisové týmové soutěže ve Fed Cupu, největší každoročně pořádané kolektivní události v ženském sportu. Los se uskutečnil 20. září 2017 v britské metropoli Londýně.
Ve Fed Cupu 2018 mělo dojít k dlouhodobě plánovaným systémovým změnám, v podobě zavedení 16členné světové skupiny a čtyřčlenné finálové skupiny Final Four (Fed Cup by BNP Paribas Final), hrané na předem určené neutrální půdě. Mezinárodní tenisová federace však krátce před plánovaným každoročním zasedáním odložila hlasování o změnách minimálně o jeden rok.
Obhájkyněmi titulu byly hráčky Spojených států amerických, které ve finále předešlého ročníku zdolaly Bělorusko 3:2 na zápasy.
Vítězkami se staly tenistky České republiky, jež v pražském finále porazily obhájkyně ze Spojených států 3–0 na zápasy. Získaly tak jedenáctou trofej, respektive šestou z předchozích osmi ročníků. Američanky dokázaly porazit potřetí z třinácti utkání a poprvé od roku 1985. Petra Kvitová se šestým titulem zařadila na třetí místo historických statistik po bok Američanky Rosemary Casalsové.
Po porážkách od Slovenska a Lotyšska opustilo Rusko poprvé od roku 1998 úroveň světových skupin a sestoupilo do evropsko-africké kontinentální zóny.
Prvním hracím termínem se stal víkend od 10. do 11. února 2018. Semifinále světové skupiny a baráže se konaly mezi 21.–22. dubnem a světové finále proběhlo 10.–11. listopadu téhož roku v pražské O2 areně.

## Světová skupina
| Účastníci světové skupiny | Účastníci světové skupiny | Účastníci světové skupiny | Účastníci světové skupiny |
| Bělorusko                 | Belgie                    | Česko                     | Francie                   |
| Německo                   | Nizozemsko                | Spojené státy             | Švýcarsko                 |
| ------------------------- | ------------------------- | ------------------------- | ------------------------- |

### Nasazené týmy
1. Bělorusko (čtvrtfinále)
2. Spojené státy (finále)
3. Česko (vítěz)
4. Francie (semifinále)

### Pavouk
|  | Čtvrtfinále 10.–11. února               | Čtvrtfinále 10.–11. února               | Čtvrtfinále 10.–11. února               |                                         |                                         | Semifinále 21.–22. dubna                | Semifinále 21.–22. dubna                | Semifinále 21.–22. dubna                |                                         |                                         | Finále 10.–11. listopadu | Finále 10.–11. listopadu | Finále 10.–11. listopadu |                     |                     |
|  |                                         |                                         |                                         |                                         |                                         |                                         |                                         |                                         |                                         |                                         |                          |                          |                          |                     |                     |
|  | Minsk, Bělorusko (tvrdý, hala)          |                                         |                                         |                                         |                                         |                                         |                                         |                                         |                                         |                                         |                          |                          |                          |                     |                     |
|  | 1                                       | Bělorusko                               | 2                                       |                                         |                                         |                                         |                                         |                                         |                                         |                                         |                          |                          |                          |                     |                     |
|  |                                         | Německo                                 | 3                                       |                                         |                                         | Stuttgart, Německo (antuka, hala)       | Stuttgart, Německo (antuka, hala)       | Stuttgart, Německo (antuka, hala)       | Stuttgart, Německo (antuka, hala)       | Stuttgart, Německo (antuka, hala)       |                          |                          |                          |                     |                     |
|  |                                         |                                         |                                         |                                         |                                         | Německo                                 | 1                                       |                                         |                                         |                                         |                          |                          |                          |                     |                     |
|  | Praha, Česko (tvrdý, hala)              | Praha, Česko (tvrdý, hala)              | Praha, Česko (tvrdý, hala)              | Praha, Česko (tvrdý, hala)              |                                         | 3                                       | Česko                                   | 4                                       |                                         |                                         |                          |                          |                          |                     |                     |
|  | 3                                       | Česko                                   | 3                                       |                                         |                                         |                                         |                                         |                                         |                                         |                                         |                          |                          |                          |                     |                     |
|  |                                         | Švýcarsko                               | 1                                       |                                         |                                         |                                         |                                         |                                         |                                         |                                         | Praha, Česko (hala)      | Praha, Česko (hala)      | Praha, Česko (hala)      | Praha, Česko (hala) | Praha, Česko (hala) |
|  |                                         |                                         |                                         |                                         |                                         |                                         |                                         |                                         |                                         |                                         | 3                        | Česko                    | 3                        |                     |                     |
|  | La Roche-sur-Yon, Francie (tvrdý, hala) | La Roche-sur-Yon, Francie (tvrdý, hala) | La Roche-sur-Yon, Francie (tvrdý, hala) | La Roche-sur-Yon, Francie (tvrdý, hala) | La Roche-sur-Yon, Francie (tvrdý, hala) |                                         |                                         |                                         |                                         |                                         | 2                        | Spojené státy            | 0                        |                     |                     |
|  |                                         | Belgie                                  | 2                                       |                                         |                                         |                                         |                                         |                                         |                                         |                                         |                          |                          |                          |                     |                     |
|  | 4                                       | Francie                                 | 3                                       |                                         |                                         | Aix-en-Provence, Francie (antuka, hala) | Aix-en-Provence, Francie (antuka, hala) | Aix-en-Provence, Francie (antuka, hala) | Aix-en-Provence, Francie (antuka, hala) | Aix-en-Provence, Francie (antuka, hala) |                          |                          |                          |                     |                     |
|  |                                         |                                         |                                         |                                         | 4                                       | Francie                                 | 2                                       |                                         |                                         |                                         |                          |                          |                          |                     |                     |
|  | Asheville, Spojené státy (tvrdý, hala)  | Asheville, Spojené státy (tvrdý, hala)  | Asheville, Spojené státy (tvrdý, hala)  | Asheville, Spojené státy (tvrdý, hala)  |                                         | 2                                       | Spojené státy                           | 3                                       |                                         |                                         |                          |                          |                          |                     |                     |
|  |                                         | Nizozemsko                              | 1                                       |                                         |                                         |                                         |                                         |                                         |                                         |                                         |                          |                          |                          |                     |                     |
|  | 2                                       | Spojené státy                           | 3                                       |                                         |                                         |                                         |                                         |                                         |                                         |                                         |                          |                          |                          |                     |                     |

### Finále: Česko vs. Spojené státy americké
| O2 arena, Praha, Česko 10.–11. listopadu 2018 tvrdý – Novacrylic Ultracushion System (hala) | |                                                                                  |      |      |     |            |  |  |
| \| 1. \| \| Barbora Strýcová Sofia Keninová \| 65 7 \| 6 1 \| 6 4 \| \| \| \| \| 2. \| \| Kateřina Siniaková Alison Riskeová \| 6 3 \| 7 62 \| \| \| \| \| \| 3. \| \| Kateřina Siniaková Sofia Keninová \| 7 5 \| 5 7 \| 7 5 \| \| \| \| \| 4. \| \| Barbora Strýcová Alison Riskeová \| \| \| \| nehrálo se \| \| \| \| 5. \| \| Kateřina Siniaková / Barbora Krejčíková Danielle Collinsová / Nicole Melicharová \| \| \| \| nehrálo se \| \| \| \| Nominace \| \| \| \| \| \| \| \| \| \| \| Česko: Petra Kvitová (7./—), Kateřina Siniaková (31./1.), Barbora Strýcová (33./5.), barbora Krejčíková (203./1.), nehrající kapitán Petr Pála \| \| \| \| \| \| \| \| \| \| Spojené státy americké: Danielle Collinsová (36./410.), Sofia Keninová (52./138.), Alison Riskeová (63./317.),Nicole Melicharová (876./15.), nehrající kapitánka Kathy Rinaldiová-Stunkelová \| \| \| \| \| \| \| \| \| \| \| \| \| \| \| \| \| \| \| \| \| \| \| \| \| \| \| \| | |                                                                                  |      |      |     |            |  |  |
| | |                                                                                  | 1.   | 2.   | 3.  |            |  |  |
| 1. | | Barbora Strýcová Sofia Keninová                                                  | 65 7 | 6 1  | 6 4 |            |  |  |
| 2. | | Kateřina Siniaková Alison Riskeová                                               | 6 3  | 7 62 |     |            |  |  |
| 3. | | Kateřina Siniaková Sofia Keninová                                                | 7 5  | 5 7  | 7 5 |            |  |  |
| 4. | | Barbora Strýcová Alison Riskeová                                                 |      |      |     | nehrálo se |  |  |
| 5. | | Kateřina Siniaková / Barbora Krejčíková Danielle Collinsová / Nicole Melicharová |      |      |     | nehrálo se |  |  |
| Nominace | |                                                                                  |      |      |     |            |  |  |
| | Česko: Petra Kvitová (7./—), Kateřina Siniaková (31./1.), Barbora Strýcová (33./5.), barbora Krejčíková (203./1.), nehrající kapitán Petr Pála                                               |                                                                                  |      |      |     |            |  |  |
| | Spojené státy americké: Danielle Collinsová (36./410.), Sofia Keninová (52./138.), Alison Riskeová (63./317.),Nicole Melicharová (876./15.), nehrající kapitánka Kathy Rinaldiová-Stunkelová |                                                                                  |      |      |     |            |  |  |
| | |                                                                                  |      |      |     |            |  |  |
| | |                                                                                  |      |      |     |            |  |  |

## Baráž Světové skupiny
Čtyři poražené týmy z prvního kola světové skupiny se v baráži – o účast ve Světové skupině 2019 – utkaly se čtyřmi vítěznými družstvy z druhé světové skupiny. Hrálo se ve druhé polovině dubna 2018. Podle aktuálního žebříčku ITF byly čtyři nejvýše klasifikované týmy nasazeny.
Los se uskutečnil 13. února 2018 v Londýně.
Nasazení
1. Bělorusko (výhra)
2. Švýcarsko (prohra)
3. Nizozemsko (prohra)
4. Belgie (výhra)

Nenasazení
- Austrálie
- Itálie
- Rumunsko
- Slovensko

| Baráž Světové skupiny – 21. a 22. dubna | Baráž Světové skupiny – 21. a 22. dubna | Baráž Světové skupiny – 21. a 22. dubna | Baráž Světové skupiny – 21. a 22. dubna | Baráž Světové skupiny – 21. a 22. dubna |
| Místo konání                            | povrch                                  | domácí                                  | výsledek                                | hosté                                   |
| --------------------------------------- | --------------------------------------- | --------------------------------------- | --------------------------------------- | --------------------------------------- |
| Minsk, Bělorusko                        | tvrdý, hala                             | Bělorusko (1)                           | 3–2                                     | Slovensko                               |
| Kluž, Rumunsko                          | antuka, hala                            | Rumunsko                                | 3–1                                     | Švýcarsko (2)                           |
| Wollongong, Austrálie                   | tvrdý, hala                             | Austrálie                               | 4–1                                     | Nizozemsko (3)                          |
| Janov, Itálie                           | antuka                                  | Itálie                                  | 0–4                                     | Belgie (4)                              |

## Světová skupina II
Světová skupina II představovala druhou nejvyšší úroveň soutěže. Čtyři vítězné týmy z této fáze postoupily do barážových utkání o účast ve Světové skupině 2019 a na poražené čekala baráž o setrvání v této úrovni soutěže v následujícím ročníku.

### Účastníci
| Účastníci | Účastníci | Účastníci | Účastníci |
| Austrálie | Itálie    | Kanada    | Rumunsko  |
| Rusko     | Slovensko | Španělsko | Ukrajina  |
| --------- | --------- | --------- | --------- |

### Nasazení
1. Rusko (prohra)
2. Itálie (výhra)
3. Ukrajina (prohra)
4. Rumunsko (výhra)

### Herní plán
| Světová skupina II – 10. a 11. února | Světová skupina II – 10. a 11. února | Světová skupina II – 10. a 11. února | Světová skupina II – 10. a 11. února | Světová skupina II – 10. a 11. února |
| Místo konání                         | Povrch                               | Domácí                               | Výsledek                             | Hosté                                |
| ------------------------------------ | ------------------------------------ | ------------------------------------ | ------------------------------------ | ------------------------------------ |
| Bratislava, Slovensko                | tvrdý, hala                          | Slovensko                            | 4–1                                  | Rusko (1)                            |
| Canberra, Austrálie                  | tráva                                | Austrálie                            | 3–2                                  | Ukrajina (3)                         |
| Kluž, Rumunsko                       | tvrdý, hala                          | Rumunsko (4)                         | 3–1                                  | Kanada                               |
| Chieti, Itálie                       | antuka, hala                         | Itálie (2)                           | 3–2                                  | Španělsko                            |

## Baráž Světové skupiny II
Čtyři poražené týmy z 1. kol druhé světové skupiny se 21. a 22. dubna 2018 utkaly v baráži – o druhou světovou skupinu pro rok 2019 – se čtyřmi kvalifikanty z 1. skupin kontinentálních zón. Dvě družstva se k barážovým zápasům kvalifikovala z evropsko-africké zóny, jedno z asijsko-oceánské zóny a jedno z americké zóny.
Los se uskutečnil 13. února 2018 v Londýně.
Nasazení
1. Rusko (prohra)
2. Španělsko (výhra)
3. Ukrajina (prohra)
4. Velká Británie (prohra)

Nenasazení
- Kanada
- Japonsko
- Lotyšsko
- Paraguay

| Baráž Světové skupiny II – 21. a 22. dubna | Baráž Světové skupiny II – 21. a 22. dubna | Baráž Světové skupiny II – 21. a 22. dubna | Baráž Světové skupiny II – 21. a 22. dubna | Baráž Světové skupiny II – 21. a 22. dubna |
| Místo konání                               | povrch                                     | domácí                                     | výsledek                                   | hosté                                      |
| ------------------------------------------ | ------------------------------------------ | ------------------------------------------ | ------------------------------------------ | ------------------------------------------ |
| Chanty-Mansijsk, Rusko                     | antuka, hala                               | Rusko (1)                                  | 2–3                                        | Lotyšsko                                   |
| Cartagena, Španělsko                       | antuka                                     | Španělsko (2)                              | 3–1                                        | Paraguay                                   |
| Montréal, Kanada                           | tvrdý, hala                                | Kanada                                     | 3–2                                        | Ukrajina (3)                               |
| Miki, Japonsko                             | tvrdý, hala                                | Japonsko                                   | 3–2                                        | Velká Británie (4)                         |

## Americká zóna

### 1. skupina
- Místo konání: Yacht & Golf Club Paraguayo, Lambaré, Paraguay (antuka, venku)[15]
- Datum: 7.–10. února 2018[15]

| 1. skupina | 1. skupina                                     | 1. skupina | 1. skupina |
| Blok A | Blok B                                         |            |            |
| --- | ---------------------------------------------- | ---------- | ---------- |
| - Chile - Kolumbie - Paraguay | - Argentina - Brazílie - Guatemala - Venezuela |            |            |
| Výsledek |                                                |            |            |
| - Paraguay postoupila do baráže o účast ve Světové skupině II pro rok 2019 - Guatemala a Venezuela sestoupily do 2. skupiny Americké zóny pro rok 2019 |                                                |            |            |

### 2. skupina
- Místo konání: Club Deportivo La Asunción, Metepec, Mexiko (tvrdý, venku) a Centro Nacional de Tenis de la FET, Guayaquil, Ekvádor (antuka, venku)[15]
- Datum: 18.–23. června a 18.–21. července 2018[15]

| 2. skupina                                                             | 2. skupina                                       | 2. skupina | 2. skupina |
| Blok A (Metepec)                                                       | Blok B (Metepec)                                 |            |            |
| ---------------------------------------------------------------------- | ------------------------------------------------ | ---------- | ---------- |
| - Barbados - Dominikánská republika - Mexiko                           | - Kuba - Peru - Uruguay                          |            |            |
| Blok A (Guayaquil)                                                     | Blok B (Guayaquil)                               |            |            |
| - Kostarika - Ekvádor - Honduras                                       | - Bahamy - Bermudy - Bolívie - Trinidad a Tobago |            |            |
| Výsledek                                                               |                                                  |            |            |
| - Mexiko a Ekvádor postoupily do 1. skupiny Americké zóny pro rok 2019 |                                                  |            |            |

## Zóna Asie a Oceánie

### 1. skupina
- Místo konání: R.K. Khanna Tennis Complex, Nové Dillí, Indie (tvrdý, venku)[15]
- Datum: 7.–10. února 2018[15]

| 1. skupina | 1. skupina                                     | 1. skupina | 1. skupina |
| Blok A | Blok B                                         |            |            |
| --- | ---------------------------------------------- | ---------- | ---------- |
| - Čína - Hongkong - Indie - Kazachstán | - Tchaj-wan - Japonsko - Jižní Korea - Thajsko |            |            |
| Výsledek |                                                |            |            |
| - Japonsko postoupilo do baráže o účast ve Světové skupině II pro rok 2019 - Hongkong a Tchaj-wan sestoupily do 2. skupiny zóny Asie a Oceánie pro rok 2019 |                                                |            |            |

### 2. skupina
- Místo konání: Bahrajnská polytechnika, Madinat 'Isa, Bahrajn (tvrdý, venku)
- Datum: 6.–10. února 2018

| 2. skupina                                                                                | 2. skupina                         | 2. skupina                                   | 2. skupina                                   |
| Blok A                                                                                    | Blok B                             | Blok C                                       | Blok D                                       |
| ----------------------------------------------------------------------------------------- | ---------------------------------- | -------------------------------------------- | -------------------------------------------- |
| - Libanon - Nový Zéland - Uzbekistán                                                      | - Kyrgyzstán - Filipíny - Singapur | - Írán - Malajsie - Omán - Pacifická Oceánie | - Bahrajn - Indonésie - Pákistán - Srí Lanka |
| Výsledek                                                                                  |                                    |                                              |                                              |
| - Indonésie a Pacifická Oceánie postoupily do 1. skupiny zóny Asie a Oceánie pro rok 2019 |                                    |                                              |                                              |

## Zóna Evropy a Afriky

### 1. skupina
- Místo konání: Tallink Tennis Centre, Tallinn, Estonsko (tvrdý, hala)[15]
- Datum: 7.–10. února 2017[15]

| 1. skupina | 1. skupina                                | 1. skupina                                    | 1. skupina                               |
| Blok A | Blok B                                    | Blok C                                        | Blok D                                   |
| --- | ----------------------------------------- | --------------------------------------------- | ---------------------------------------- |
| - Bulharsko - Gruzie - Srbsko | - Estonsko - Velká Británie - Portugalsko | - Chorvatsko - Maďarsko - Slovinsko - Švédsko | - Rakousko - Lotyšsko - Polsko - Turecko |
| Výsledek |                                           |                                               |                                          |
| - Velká Británie a Lotyšsko postoupily do baráže o účast ve Světové skupině II pro rok 2019 - Portugalsko a Rakousko sestoupily do 2. skupiny zóny Evropy a Afriky pro rok 2019 |                                           |                                               |                                          |

### 2. skupina
- Místo konání: Tatoi Club, Athény, Řecko (antuka, venku)[15]
- Datum: 18.–21. dubna 2018[15]

| 2. skupina | 2. skupina                                            | 2. skupina | 2. skupina |
| Blok A | Blok B                                                |            |            |
| --- | ----------------------------------------------------- | ---------- | ---------- |
| - Dánsko - Egypt - Řecko | - Bosna a Hercegovina - Izrael - Lucembursko - Norsko |            |            |
| Výsledek |                                                       |            |            |
| - Řecko a Dánsko postoupily do 1. skupiny zóny Evropy a Afriky pro rok 2019 - Egypt a Norsko sestoupily do 3. skupiny zóny Evropy a Afriky pro rok 2019 |                                                       |            |            |

### 3. skupina
- Místo konání: Cité Nationale Sportive, Tunis, Tunisko (tvrdý, venku) a Ulcinj Bellevue, Ulcinj, Černá Hora (antuka, venku)
- Datum: 16.–21. dubna 2018

| 3. skupina                                                                          | 3. skupina                                  | 3. skupina                                        | 3. skupina                        |
| Blok A (Tunis)                                                                      | Blok A (Ulcinj)                             | Blok B (Tunis)                                    | Blok B (Ulcinj)                   |
| ----------------------------------------------------------------------------------- | ------------------------------------------- | ------------------------------------------------- | --------------------------------- |
| - Arménie - Island - Litva - Makedonie                                              | - Finsko - Keňa - Černá Hora - Jižní Afrika | - Alžírsko - Kypr - Kosovo - Madagaskar - Tunisko | - Irsko - Malta - Maroko - Uganda |
| Výsledek                                                                            |                                             |                                                   |                                   |
| - Jižní Afrika a Tunisko postoupily do 2. skupiny zóny Evropy a Afriky pro rok 2019 |                                             |                                                   |                                   |